# Francesca Palumbo
Pour les articles homonymes, voir Palumbo.
Francesca Palumbo, née le 10 février 1994 à Potenza, est une escrimeuse italienne, spécialiste du fleuret.

## Carrière
Elle remporte la médaille dor à l’Universiade de 2015. Ayant une bonne saison 2019, elle est sélectionnée pour l’équipe italienne de fleuret qui remporte la médaille de bronze lors des Championnats d'Europe 2019.

## Palmarès
- Championnats du monde :
  -  Médaille d'or par équipes aux championnats du monde 2022 au Caire
  -  Médaille d'argent par équipes aux championnats du monde 2019 à Budapest

- Championnats d'Europe :
  -  Médaille d'or par équipes aux championnats d'Europe 2022 à Antalya
  -  Médaille d'or au fleuret par équipes en 2023 à Cracovie (dans le cadre des Jeux européens de 2023)
  -  Médaille d'or au fleuret par équipes championnats d'Europe 2024 à Bâle
  -  Médaille de bronze par équipes aux championnats d'Europe 2019 à Düsseldorf